# Habitatge al carrer Ciutat, 10 (Tortosa)
L'Habitatge al carrer Ciutat, 10 és una obra del municipi de Tortosa (Baix Ebre) inclosa en l'Inventari del Patrimoni Arquitectònic de Catalunya.

## Descripció
Es tracta d'una casa que fa cantó als carrers Ciutat i Oliver. Es tracta d'una típica casa de pisos, amb planta baixa i quatre pisos més golfes. La planta és ocupada per un sabater, i té molt poc alçada. Els pisos s'obren al carrer mitjançant balcons de base de pedra. El mur es troba del tot arrebossat, simulant carreus i remarcant els emmarcaments d'obertures. A la part superior, com a ràfec, un senzill voladís motllurat. Interessa el fet que en l'angle de la planta baixa han estat aprofitades, com a material de construcció, sis làpides de sis tipus de pedra diferents, amb inscripcions llatines d'època romana i medievals. Les tres superiors, encara que tallades en un extrem, conserven bé la part de text que contenen, mentre que les altres tenen la superfície molt gastada.

## Història
Possiblement algunes de les làpides es trobaven ja en un edifici anterior a aquests (del s. XIX), a més una d'elles recorda que un tal Arnau Garidell construir un edifici en 1179.